# Елеонора Гонзага-Неверська
Елеонора Магдалена Гонзага-Неверська (італ. Eleonora Maddalena Gonzaga-Nevers; 18 листопада 1630 — 6 грудня 1686) — принцеса Мантуї та Монтферрата з дому Гонзага-Неверських, донька герцога Майєннського Шарля Гонзага-Неверського та герцогині Монтферрата Марії Гонзага, дружина імператора Священної Римської імперії Фердинанда III. Засновниця літературної академії, кількох монастирів, двох жіночих орденів, поетеса.

## Життєпис
Елеонора народилась 18 листопада 1630 року у Мантуї другою дитиною та єдиною донькою в родині герцога Майєннського Шарля Гонзага-Неверського та герцогині Монтферрата Марії Гонзага. Мала старшого брата Карла. Названа на честь двоюрідної бабусі з батьківського боку, імператриці Елеонори.
Батько помер, коли Елеонорі було 8 місяців. Матір більше не вступала в шлюб. Дівчина здобула освіту при мантуанському дворі, відомому центрі інтелектуального життя, і, в майбутньому, посприяла добрій освіті власних доньок. В її навчанні особлива увага приділялась розвитку форм культурного самовираження. З раннього віку принцеса складала вірші та грала на кількох музичних інструментах. Цим сподобалась і нареченому, що також мав літературний талант.
22 березня 1651 Елеонора залишила Мантую та через Філлах і Грац попрямувала до Вінер-Нойштадту. Там 30 квітня відбулось її вінчання з імператором Священної Римської імперії Фердинандом III. Нареченій виповнилося 20 років, нареченому — 42. Для нього це був вже третій шлюб. Від двох попередніх він мав чотирьох дітей, доросла донька вже була одружена. У шлюбі Елеонора народила четверо дітейː
Імператрицю описували як енергійну, розумну, освічену та релігійну жінку. Вона протегувала та пожвавлювала культурне життя Відня. Писала релігійні вірші італійською мовою, заснувала літературну академію. Толерантно ставилась до письменників-протестантів, попри власну ревну прихильність до католицизму. У зовнішню політику країни не втручалася. 
У вересні 1656 була коронована у Празі короною святого Вацлава. З моменту останньої чеської коронації на той час пройшло вже 30 років.
Фердинанд III пішов з життя у 1657. При дворі свого пасинка Леопольда I, на якого мала значний вплив, Елеонора залишалась культурно та релігійно активною. Заснувала кілька монастирів, серед них — монастир Святої Урсули у Відні у 1663 році. Була патронесою монастиря кармеліток у Вінер-Нойштадті. Організовувала фестивалі та ставила балети. При ній було розширено Гофбурзький імператорський палац.
Для відзначення заслуг жінок заснувала два жіночі ордениː Orden der Sklavinnen der Tugend у 1662 та орден Зіркового хреста у 1668.
1670 року супроводжувала старшу доньку до Речі Посполитої, де принцеса мала стати дружиною короля Михайла Вишневецького.
Померла Елеонора 6 грудня 1686 у віці 56 років у Відні. Похована у імператорському склепі Капуцинеркірхе поблизу Гофбургу.

## Родина
Чоловік — Фердинанд III Габсбург
Діти:
- Терезія Марія Йозефа (1652—1653) — померла у ранньому віці;
- Елеонора Марія Йозефа (1653—1697) — дружина короля Речі Посполитої Михайла Корибута Вишневецького, згодом — герцога Лотарингії Карла V, мала шестеро дітей;
- Марія Анна Йозефа (1654—1689) — дружина пфальцграфа Нойбурга Філіпа Вільгельма, мала двох синів, що вмерли немовлятами;
- Фердинанд Йозеф Алоїс (1657—1658) — помер у ранньому віці.

## Спадщина
- У заснованому Елеонорою монастирі Святої Урсули у 1688—1691 роках жили лідерка угорського визвольного руху Ілона Зріні з донькою Юліаною.